# Молете (Рим)
Молете је насеље у Италији у округу Рим, региону Лацио.
Према процени из 2011. у насељу је живело 87 становника. Насеље се налази на надморској висини од 151 м.